# Reserva natural del lago Salton Sonny Bono
La reserva natural del lago Salton Sonny Bono (en inglés, «Sonny Bono Salton Sea National Wildlife Refuge», es un espacio natural protegido de los Estados Unidos, refugio de anidación de aves en la ruta pacífica norteamericana, con zonas lacustres de agua salobre, humedales y áreas de cultivo. Pertenece a la red de espacios naturales gestionados por el «Servicio de Pesca y Vida Silvestre de los Estados Unidos» («US Fish and Wildlife Service»). 
Está situada en las cercanías de Brawley, en el extremo sur del lago Salton, en el Valle Imperial en el Estado de California y a 64 km (40 Mi) de la frontera con México. En 1998 recibió el nombre de «Sonny Bono» en homenaje al músico y político norteamericano fallecido ese mismo año.

## Lago Salton
El lago Salton o mar de Salton (del inglés: Salton Sea) es una depresión resultante de lo que anteriormente fue el lago Cahuilla. Es un lago salado y endorreico que se encuentra a 69 metros por debajo del nivel del mar en pleno desierto del Colorado.
La evaporación debida al calor del desierto, junto con el uso agrícola y urbano (en el condado de San Diego) de sus aguas, ha motivado la paulatina disminución del tamaño del lago, su creciente salinización
y la pérdida y degradación del hábitat para las aves migratorias.

## Geografía y clima
La Reserva está situada en el extremo sur del lago Salton, en una zona llana, a excepción de «Rock Hill», un pequeño volcán inactivo. Está compuesto por dos unidades distintas, separadas por 29 km de tierras privadas dedicadas a la agricultura.
Cada unidad está formada por hábitats de humedales controlados, campos agrícolas e hileras de árboles. Los cursos del Río Nuevo y Río Álamo la atraviesan, proporcionando una entrada de agua dulce al mar de Salton.
El refugio registra de las temperaturas más altas del país ya que las temperaturas diarias de mayo a octubre generalmente superan los 38 °C, con registros de temperaturas anuales de entre 47 °C y 49 °C.

### Hábitats gestionados
En 2020, el refugio de aves contaba con 334 ha de humedales útiles para especies de aves residentes o migratorias. Algunos embalses específicos se gestionan como humedales permanentes para proporcionar un hábitat óptimo de anidación para aves como el rascón de Yuma, en peligro de extinción. También se trabaja para favorecer la propagación de plantas que sirven de alimentación a las aves y para mantener el nivel de los humedales en los meses de primavera y verano. Los humedales se inundan con agua suministrada por el «Distrito de Irrigación Imperial» (IID), con la denominación de «agua de riego de clase 1», que está libre de fertilizantes y de pesticidas tóxicos. Se controla también la expansión de algunas especies vegetales invasoras como la tamarix pentandra y la Sesbania exalta.
Para potenciar las especies autóctonas y la biodiversidad de la Reserva, se han plantado especies como mezquite miel, mezquite de frijol de tornillo, palo verde azul, palo verde mexicano, plumero de hadas, acacia dulce, acacia de garra de gato y palo fierro del desierto, así como árboles de diferente porte. 
También se ha desarrollado un programa agrícola para proporcionar forraje para más de 30.000 gansos ivernantes y otras aves migratorias. Las tierras de cultivo constituyen 352 ha dentro del refugio, con muchos campos cultivados por cooperativas de agricultores locales. Los cultivos de las tierras del refugio incluyen la alfalfa, el trigo, el raigrás, el mijo y el pasto Sudán.

## Fauna
Desde su creación en 1930, la Reserva se ha convertido en un refugio seguro para una gran variedad de fauna silvestre.
El refugio ha documentado más de 519 especies diferentes. De ellas, al menos 433 son aves, 41 son mamíferos, 22 son reptiles y anfibios y 15 son peces. Hasta 1960, se podían ver especies como la cigüeña de bosque y la espátula rosada alimentándose a lo largo y cerca de la costa y posándose en los árboles secos. Si bien la mayoría de las aves dentro del refugio son migratorias y utilizan el refugio como una parada a lo largo de la ruta migratoria del Pacífico. Se ha calculado que 109 especies son residentes todo el año. 

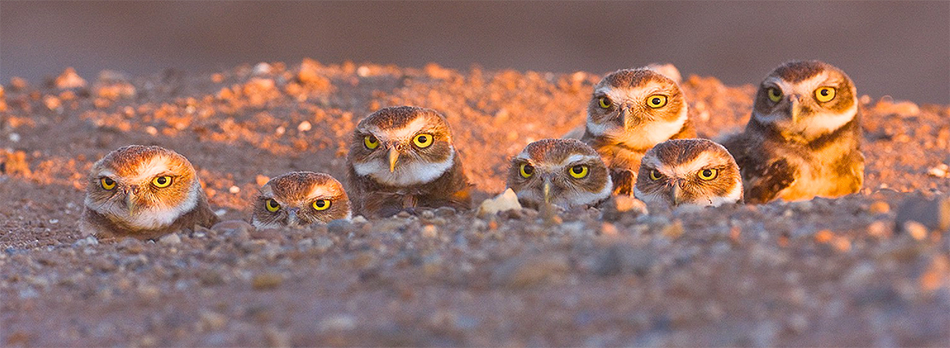
Búho llanero del desierto

### Aves
La Reserva cobija a una gran diversidad de aves, proporcionándoles alimentación, crucial en su migración desde el Ártico hasta Sudamérica. Muchas especies diferentes se sienten atraídas por los variados hábitats marinos y de agua dulce que se pueden encontrar en este oasis de humedales en el desierto.  La American Bird Conservancy ha calificado la Reserva como «Área importante para las aves» y la Western Hemisphere Shorebird Reserve Network como «Reserva regional de aves de playa». 
El mar de Salton ha sido calificado como un área de importancia internacional para las aves migrantes. Más de 124,000 aves marinas de al menos 25 especies migran a través del mar de Salton a lo largo de la ruta migratoria del Pacífico. Se considera el tercer hábitat más importante para las aves migratorias al oeste de las Montañas Rocosas. Son numerosas las que especies dependen de este ecosistema para mantener una gran parte de su población en la ruta migratoria, entre ellas: los zarapitos occidentales, los zarapitos trinadores, la avoceta americana, el falaropo cuellirrojo, y la cigüeñuela cuellirrosa.
Dependiendo de la temporada, otras aves que también se encuentran en este espacio natural son el pelícano pardo de California, el pelícano blanco americano, el rayador negro, el chorlito montañés, el zampullín cuellirrojo, la malvasía canela, la gaviota de patas amarillas, la pato cuchara norteño, el ganso de Ross, el ganso nival, la codorniz de Gambel, el correcaminos, la garceta bueyera, el ibis cariblanco, el cernícalo americano, el cucarachero lagunero, la grulla canadiense, etc.

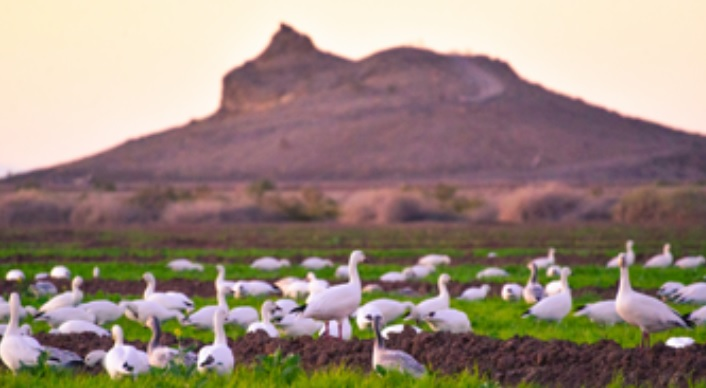
Gansos de nieve en el refugio de Salton cerca de Rock Hill

Otras especies de interés que encuentran refugio en la Reserva son: 
- Rallón de Yuma (Rallus obsoletus): catalogado por la UICN (Unión Internacional para la Conservación de la Naturaleza) como casi amenazado.
- Búho llanero (Athene cunicularia): Especie de interés en California. Debido a su gran área de distribución y al tamaño de su población, la UICN la clasifica como de Preocupación Menor, aunque la tendencia de la población parece estar disminuyendo. Más del 70 por ciento de la población de California se encuentra en el Valle Imperial.
- Charrán piconegro (Gelochelidon nilotica): designado como ave de interés para la conservación.
- Chorlito montañés (Charadrius montanus): catalogado por la UICN como una especie casi amenazada.
- Chorlito nevado occidental (Charadrius nivosus): catalogado por la UICN como casi amenazado. El mar de Salton alberga la mayor cantidad de chorlitos nevados occidentales en el interior de California.[6]

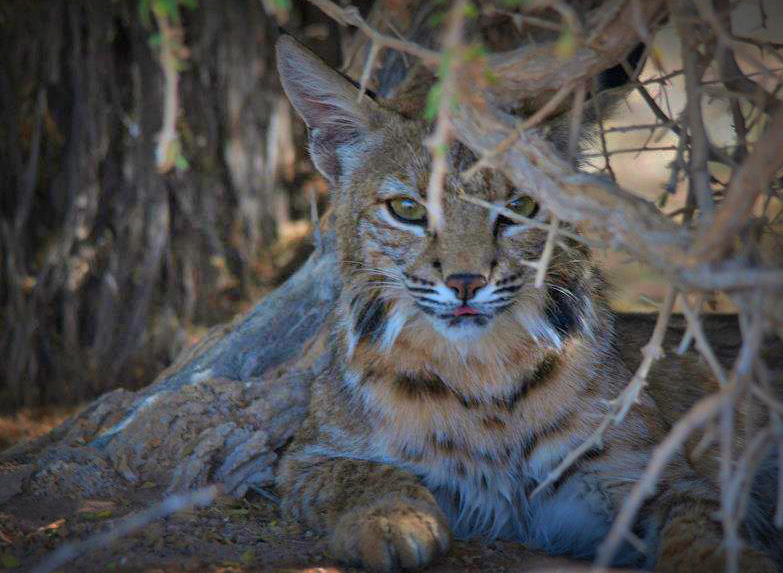
Gato salvaje en el Refugio Sonny Bono

### Mamíferos
Entre las especies de mamíferos que se pueden encontrar en la Reserva, se encuentran el conejo de cola de algodón del desierto, la rata canguro de Merriam, la rata almizclera, el mapache, la tuza de valle, el zorrillo rayado, el coyote, el gato montés, la ardilla terrestre de cola redonda, el ratón de abazones del desierto y varias especies de murciélagos. La visibilidad varía mucho de una especie a otra debido a los hábitos nocturnos de algunas y la hibernación estacional de otras. La mayoría de las especies de roedores se desarrollan en hábitats terrestres. Durante los meses de invierno, los roedores sirven de alimento a las garzas y garcetas.

### Anfibios y reptiles
Debido a factores ambientales, la población de anfibios es escasa y de reducida diversidad. Entre las especies presentes, encuentran las ranas toro y las ranas leopardo de tierras bajas, así como  el sapo de Woodhouse y los sapos de manchas rojas. 
En la Reserva habitan muchas especies diferentes de reptiles. Entre las especies más comunes se encuentran la serpiente de tierra, la serpiente de cascabel de diamante occidental, la serpiente látigo, la serpiente real común, el lagarto de cola de látigo, el lagarto espinoso del desierto y el lagarto manchado  lateral; la tortuga de caparazón blanda espinosa y la tortuga del desierto. Las tortugas de caparazón blando espinosas se encuentran en desagües y estanques de agua dulce, mientras que la tortuga del desierto, aunque rara vez se ve, se puede encontrar en las áreas desérticas de las tierras altas.

### Peces
Los peces que inicialmente aparecieron en el lago con el agua que llegó del río Colorado incluían especies nativas, como las carpas, la trucha arcoíris, los salmonetes rayados, Xyrauchen texanus y cachorritos del desierto, este último declarado el 31 de marzo de 1986 en peligro de extinción por el «Servicio de Pesca y Vida Silvestre de los Estados Unidos» («US Fish and Wildlife Service»).

## Conservación y gestión
El lago Salton cuenta con entradas continuas de aguas de escorrentía procedentes de los valles Imperial y Coachella y no tiene salidas naturales. En las últimas décadas, la escorrentía agrícola hacia el lago ha disminuido debido a la disminución de los flujos agrícolas, la evaporación y la reducción de las precipitaciones, lo que ha provocado que su volumen disminuya y aumente la salinidad. Los altos niveles de salinidad, combinados con mayores concentraciones de nutrientes y toxinas, han alterado el ecosistema del lago y el hábitat circundante, lo que dificulta la supervivencia de la mayoría de las especies de peces y aves.
Autoridades federales, estatales y privadas han elaborado propuestas para gestionar y recuperar áreas del lago Salton, con el fin de controlar la salinidad, conservar el hábitat y estabilizar los niveles del agua. Una de las más destacados planes es el «Programa de Gestión del Mar de Salton (SSMP)», desarrollado por el estado de California en 2017. La primera fase del SSMP se aplica desde 2018 hasta 2028. La iniciativa incluye actividades para transportar agua al lago, reducir la salinidad y rehabilitar aproximadamente 12.000 ha de playa deteriorada.

## Área recreativa

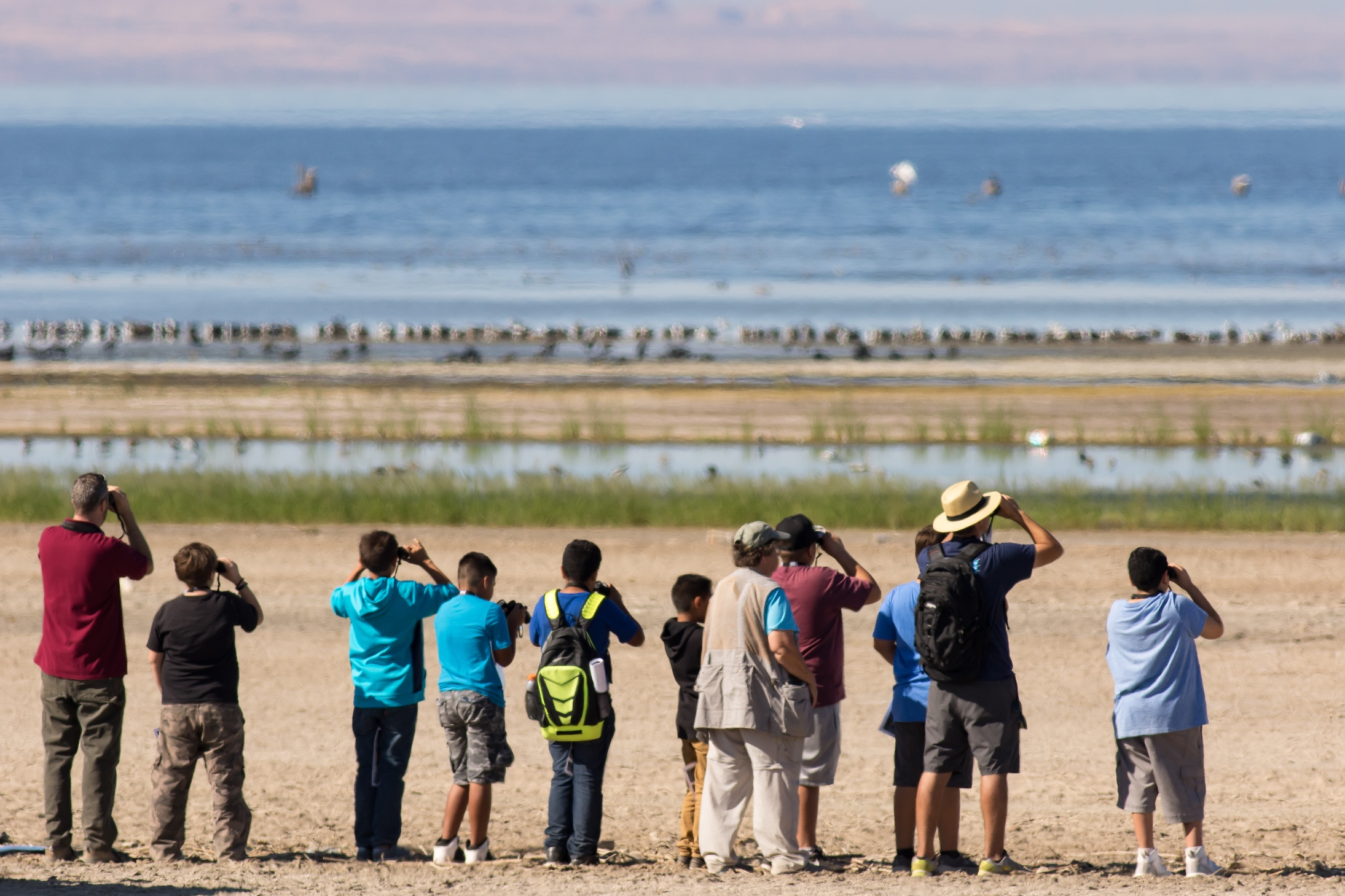
Avistamiento de aves en el Refugio de vida silvestre de Salton

El refugio cuenta con dos senderos para caminar: el sendero «Rock Hill» y el sendero «Michael Hardenberger». El sendero «Rock Hill» tiene una longitud de aproximadamente 3,2 km  de ida y vuelta y lleva a los visitantes a través de varios hábitats diferentes. Comienza junto al área de pícnic en el Centro de visitantes y termina en la cima de «Rock Hill» ( 33°11′0″N 115°37′23″O ), que se encuentra en el borde del lago Salton. 
El sendero «Michael Hardenberger» está situado en la Unidad 1, junto a «Vendel Road», que se encuentra en el extremo sur del mar de Salton. El sendero es de media milla y rodea a uno de los estanques de agua dulce, el cual es un lugar de anidación favorito para el rascón picudo de Yuma, una especie en peligro de extinción. 
El refugio ofrece varios puestos de caza de aves acuáticas desde octubre hasta febrero de acuerdo con las regulaciones del estado de California.